# Qualifications à la Coupe d'Afrique des nations de football 1974
Pour un article plus général, voir Coupe d'Afrique des nations de football 1974.
Cet article présente la phase qualificative à la Coupe d'Afrique des nations 1974.
Six billets sont à distribuer aux vingt-sept pays participant à ces qualifications. L'Égypte, l'organisateur du tournoi et le Congo, tenant du titre, sont exempts de ces joutes.
Les éliminatoires sont organisées en trois tours qui voient s'affronter des équipes en matchs aller-retour à élimination directe. L'Afrique du Sud est toujours au ban du football international du fait de sa politique d'apartheid.

## Résultats

### Tour préliminaire
| Équipe 1     | Résultat     | Équipe 2 | Aller | Retour |
| ------------ | ------------ | -------- | ----- | ------ |
| Somalie      | 2 - 5        | Ouganda  | 2 - 0 | 0 - 5  |
| Centrafrique | Q. - forfait | Gabon    | -     | -      |
| Sierra Leone | Q. - forfait | Bénin    | -     | -      |

### Premier tour
| Équipe 1                 | Résultat      | Équipe 2      | Aller | Retour |
| ------------------------ | ------------- | ------------- | ----- | ------ |
| Algérie                  | Q. - forfait  | Libye         | -     | -      |
| Cameroun                 | Q. - forfait  | Niger         | -     | -      |
| disqualifié Centrafrique | 5 - 2         | Côte d'Ivoire | 4 - 2 | 1 - 2  |
| Éthiopie                 | 2 - 4         | Tanzanie      | 2 - 1 | 0 - 3  |
| Ghana                    | 3 - 3 5-3 tab | Sénégal       | 3 - 2 | 0 - 1  |
| Guinée                   | Q. - forfait  | Togo          | -     | -      |
| Lesotho                  | 1 - 5         | Maurice       | 0 - 0 | 1 - 5  |
| Sierra Leone             | 3 - 5         | Mali          | 1 - 1 | 2 - 4  |
| Soudan                   | 2 - 3         | Nigeria       | 1 - 1 | 1 - 2  |
| Ouganda                  | 3 - 1         | Kenya         | 1 - 0 | 2 - 1  |
| Haute-Volta              | 1 - 9         | Zaïre         | 0 - 5 | 1 - 4  |
| Zambie                   | 4 - 3         | Madagascar    | 3 - 1 | 1 - 2  |

### Second tour
| Équipe 1 | Résultat  | Équipe 2      | Aller | Retour |
| -------- | --------- | ------------- | ----- | ------ |
| Ouganda  | 3 - 2     | Algérie       | 2 - 1 | 1 - 1  |
| Cameroun | 2 - 3     | Zaïre         | 2 - 1 | 0 - 2  |
| Ghana    | 0 - 4     | Côte d'Ivoire | 0 - 3 | 0 - 1  |
| Mali     | 3 - 3 tab | Guinée        | 2 - 2 | 1 - 1  |
| Tanzanie | 1 - 1 tab | Maurice       | 1 - 1 | 0 - 0  |
| Zambie   | 7 - 4     | Nigeria       | 5 - 1 | 2 - 3  |

## Qualifiés
- Égypte (pays organisateur)
- Congo (champion d'Afrique en titre)
- Zambie
- Zaïre
- Maurice
- Côte d'Ivoire
- Ouganda
- Guinée